# Petteri Pennanen
Petteri Pennanen (ur. 19 września 1990 w Kuopio) – fiński piłkarz, grający na pozycji pomocnika w polskim klubie Miedź Legnica (piłka nożna).

## Kariera klubowa
Pennanen profesjonalną karierę rozpoczął w klubie KuPS Kuopio. Mając niespełna 19 lat wyjechał do Holandii, podpisał umowę z FC Twente, przez dwa lata nie zdołał jednak zadebiutować w drużynie seniorów, na początku 2011 roku zdecydował się więc na powrót do Finlandii. Trafił do TPS Turku, którego barwy reprezentował przez trzy kolejne sezony. Na początku 2014 roku przeniósł się do Rovaniemen Palloseura.

## Kariera reprezentacyjna
W reprezentacji Finlandii zadebiutował 26 stycznia 2013 roku w towarzyskim meczu przeciwko Szwecji. Na boisku pojawił się w 69 minucie meczu.
| Mecze i gole w reprezentacji | Mecze i gole w reprezentacji | Mecze i gole w reprezentacji | Mecze i gole w reprezentacji | Mecze i gole w reprezentacji | Mecze i gole w reprezentacji | Mecze i gole w reprezentacji |
| #                            | Data                         | Stadion                      | Rywal                        | Wynik                        | Gol                          | Rozgrywki                    |
| 2013                         | 2013                         | 2013                         | 2013                         | 2013                         | 2013                         | 2013                         |
| ---------------------------- | ---------------------------- | ---------------------------- | ---------------------------- | ---------------------------- | ---------------------------- | ---------------------------- |
| 1.                           | 26.01.2013                   | Chiang Mai, Tajlandia        | Szwecja                      | 0:3                          | 0                            | towarzyski                   |

## Sukcesy
Twente
- Mistrzostwo Holandii: 2010
- Superpuchar Holandii: 2010

TPS
- Puchar Ligi Fińskiej: 2012